# Відносини Гана — Європейський Союз
Відносини між Ганою та Європейським Союзом регулюються за допомогою Котонуської угоди, прийнятої в 2000 році і регулюючого політичний, торговий діалог, а також діалог у галузі розвитку, управління та прав людини.

## Історія
Гана є єдиною африканською країною, яка підписала з Європейським Союзом Угоду про добровільне партнерство із забезпечення дотримання лісового законодавства (FLEGT), прийнятого в 2003.
У грудні 2007 року Гана та Європейський Союз у рамках 10-го Європейського фонду розвитку  підписали документ про розвиток країни з бюджетом у 367 мільйонів євро, який передбачав співпрацю з 2008 по 2020 рік. Цей фонд поділяється в основному на 3 напрямки допомоги Гані: транспортне сполучення та регіональна інтеграція (76 млн євро), управління (95 млн євро) та загальна бюджетна підтримка (175 млн євро). Залишок цього пакету розвитку (21 млн євро) пішов на спрощення процедур торгівлі, питання міграції та технологічну співпрацю. Цілі даної кооперації - поліпшення доступу Гани до світових ринків за допомогою будівництва інфраструктури, створення більш прозорої та ефективної бюрократичної системи та зміцнення демократії.
Після набуття чинності Лісабонським договором у 2009 році, політичний діалог між Ганою та Європейським Союзом регулюється Європейською службою зовнішніх зв'язків.
21 квітня 2021 року Європейський Союз та країни АКТ (в організацію яких входить і Гана) підписали нову партнерську угоду, тим самим продовживши ще на 20 років Контонуську угоду.